# Ossopnictide
In chimica un'ossopnictide è un composto che include ossigeno e uno pnicogeno (un elemento del gruppo 15 della tavola periodica degli elementi), oltre ad uno o più elementi chimici appartenenti ai metalli di transizione o alle terre rare ed ai metalli alcalini o metalli alcalino terrosi. Sono composti artificiali ottenuti in laboratorio e studiati a partire dal 1995.
L'interesse per questi composti è specialmente legato alle proprietà di superconduzione che alcuni mostrerebbero (LaOFeP e LaOFeAs fra i primi scoperti). Dalle ossopnictidi si riuscirebbe, attraverso la sostituzione dell'ossido con fluoro, a raggiungere materiali dalle migliori proprietà.
Le ossopnictidi sono state brevettate come semiconduttori magnetici.

## Formule e Struttura
Le ossopnictidi sono costituite da strati. All'interno degli strati sono perlopiù presenti strutture tetragonali, esagonali, occasionalmente monocline. La formula con cui generalmente si indicano sono
```
ATPnO   (A=primo metallo) (T=secondo metallo se presente) (Pn=fosforo, arsenico, antimonio, bismuto)
```

Alcune ossopnictidi
- A2Mn3Pn2O2 (A=stronzio, bario) (Pn=fosforo, arsenico, antimonio, bismuto), tetragonale
- A2Zn3As2O2 (A=stronzio, bario)
- Ba2Mn2Pn2O (Pn=antimonio, bismuto), esagonale
- Ba2Mn2As2O, monoclino
- U2Cu2Pn3O (Pn=fosforo, arsenico), tetragonale
- ACuPO e AAsPO (A=uranio, torio), tetragonale semplice

## Superconduttività
La prima ossopnictide di ferro superconduttore è stata scoperta nel 2006 Un drastico aumento della superconducibilità fu riscontrato con la sostituzione dell'elemento fosforo con l'arsenico e la scoperta si aggancia a studi simili fatti su cuprati superconduttori scoperti nel 1986.
Nel 2008 sono stati scoperti superconduttori ad alte temperature (sopra i 55 K) di composizione ReOTmPn dove Re è una terra rara, Tm è un metallo di transizione e Pn è un pnictogeno.
| Material | LaO0.89F0.11FeAs | LaO0.9F0.2FeAs | CeFeAsO0.84F0.16 | SmFeAsO0.9F0.1 | La0.5Y0.5FeAsO0.6 | NdFeAsO0.89F0.11 | PrFeAsO0.89F0.11 | GdFeAsO0.85 | SmFeAsO~0.85 |
| Tc (K)   | 26               | 28.5           | 41               | 43             | 43.1              | 52               | 52               | 53.5        | 55           |

Test magnetici a campi superiori ai 45 T (tesla) suggerirebbero che il campo critico di composti come LaFeAsO0.89F0.11 potrebbe essere intorno ai 64 T. Un materiale differente basato sull'elemento lantanio e testato a 6 K predirrebbe un campo critico a 122 T (La0.8K0.2FeAsO0.8F0.2.).
A causa della fragilità delle ossopnictidi, i test sono stati eseguiti usando il composto in forma polvere all'interno di tubi. Sembra anche appurato che in realtà la superconduzione nelle ossopnictidi risieda nello strato del metallo di transizione (quale ad esempio ferro). Esistono materiali superconduttori sia senza ossigeno che senza elemento pnicogeno.